# تیه، فرانسه
تیه، فرانسه (به فرانسوی: Thiais) یک کامین در فرانسه است که در ایل-دو-فرانس واقع شده‌است.

## خصوصیات
تیه ۶٫۴۳ کیلومترمربع مساحت و ۲۹٬۷۰۹ نفر جمعیت دارد.

## خواهرخوانده
شهر آینبک خواهرخواندهٔ تیه، فرانسه هست.